# Памплонська і Тудельська архідіоцезія
Пампло́нська і Туде́льська архідіоцезія (лат. Archidioecesis Pampilonensis et Tudelensis; ісп. Archidiócesis de Pamplona y Tudela) — архідіоцезія римського обряду Католицької церкви в Іспанії, з центрами у містах Памплона і Тудела. Охоплює терени Наваррі. Входить до складу Памплонської церковної провінції.  Заснована 11 серпня 1984 року. Голова — архієпископ Памплонський і Тудельський. Центральні храми — Памплонський і Тудельський собори. Суфраганні діоцезії — Калаоррська і Кальсадо-Логроньоська, Сан-Себастьянська, Хакська. Площа — 10,421 км². Населення — 578,210 ос.; з них католики — 573,386 ос. (99.2%).

## Памплонська церковна провінція
- Памплонська і Тудельська архідіоцезія
- Калаоррська і Кальсадо-Логроньоська діоцезія
- Сан-Себастьянська діоцезія
- Хакська діоцезія

## Єпископи
- 10 березня 1928 — 13 серпня 1935: Томас Муніс-Паблос

## Архієпископи
- Франциско Перес Гонсалес

## Статистика
Згідно з «Annuario Pontificio» і Catholic-Hierarchy.org:
| Рік  | Населення | Населення | Населення | Священики | Священики | Священики | Священики           | Диякони | Ченці    | Ченці | Парафії |
| Рік  | католики  | загалом   | %         | загалом   | секулярні | ченці     | вірних на священика | Диякони | чоловіки | жінки | Парафії |
| ---- | --------- | --------- | --------- | --------- | --------- | --------- | ------------------- | ------- | -------- | ----- | ------- |
| 1950 | 297.797   | 297.797   | 100,0     | 1.154     | 892       | 262       | 258                 |         | 968      | 2.079 | 563     |
| 1970 | 410.000   | 410.528   | 99,9      | 1.362     | 898       | 464       | 301                 |         | 1.027    | 2.805 | 628     |
| 1980 | 489.000   | 510.050   | 95,9      | 1.208     | 782       | 426       | 404                 |         | 474      | 3.010 | 635     |
| 1990 | 512.972   | 523.977   | 97,9      | 1.019     | 628       | 391       | 503                 |         | 668      | 2.264 | 686     |
| 1999 | 529.006   | 530.819   | 99,7      | 977       | 542       | 435       | 541                 |         | 673      | 2.542 | 731     |
| 2000 | 529.786   | 530.819   | 99,8      | 949       | 536       | 413       | 558                 |         | 571      | 2.351 | 738     |
| 2001 | 536.983   | 538.009   | 99,8      | 927       | 541       | 386       | 579                 |         | 568      | 2.241 | 738     |
| 2002 | 538.711   | 543.757   | 99,1      | 973       | 511       | 462       | 553                 |         | 668      | 2.268 | 738     |
| 2003 | 563.932   | 569.628   | 99,0      | 908       | 496       | 412       | 621                 |         | 536      | 2.128 | 738     |
| 2004 | 573.386   | 578.210   | 99,2      | 779       | 502       | 277       | 736                 |         | 454      | 2.053 | 739     |
| 2013 | 637.479   | 644.566   | 98,9      | 618       | 395       | 223       | 1.031               | 3       | 307      | 1.693 | 734     |
| 2016 | 634.800   | 639.700   | 99,2      | 651       | 381       | 270       | 975                 | 3       | 379      | 1.572 | 737     |